# Jennifer Gilbert (violoniste)
Pour les articles homonymes, voir Jennifer Gilbert et Gilbert.
Jennifer Gilbert, née en 1970, est une violoniste supersoliste.

## Biographie
Son père Michael Gilbert a été violoniste de l'Orchestre philharmonique de New York et sa mère japonaise Yoko Takebe joue au sein de cet orchestre. Son frère Alan Gilbert est un chef d'orchestre américain.
Elle est diplômée de la Juilliard School de New York et du Curtis Institute of Music de Philadelphie, où elle a été l’élève de Jaime Laredo.
Au début de sa carrière internationale, Jennifert Gilbert vient jouer en France et passe le concours pour l'Orchestre national de Lyon alors en recherche de violon solo. Elle devient alors violon solo supersoliste de l'ONL.
Elle mène par ailleurs une carrière internationale de soliste et de musicienne de chambre en Europe, aux États-Unis et au Japon.
Elle est régulièrement violon solo et membre de l’Orchestre Saito Kinen, dirigé par Seiji Ozawa, et a été invitée comme violon solo de l’Orchestre de chambre Mahler, de l’Orchestre du Capitole de Toulouse, de l’Orchestre symphonique de Galice et de l’orchestre de chambre Metamorphosen. Elle est professeur et directrice du MMCJ, une académie d’été musicale internationale qui se déroule à Yokohama, au Japon. 
Parallèlement à ses études musicales, Jennifer Gilbert est Bachelor of Arts de l’université Harvard en littérature anglaise et américaine.

### Supersoliste de l'Orchestre national de Lyon
Jennifer Gilbert est violon solo supersoliste à l’Orchestre national de Lyon depuis 1999. Elle joue un violon Guadagnini de 1781.

### Chambriste
Dans sa carrière internationale de soliste et de musicienne de chambre en Europe, aux États-Unis et au Japon, elle a notamment joué avec Renaud Capuçon, Midori, Julia Fischer, Gautier Capuçon, Hélène Grimaud, Peter Serkin, Emanuel Ax, Leon Fleisher et Jean-Yves Thibaudet.